# Станіслав Яскулка
Станіслав Яскулка (пол. Stanisław Jaskułka; 25 серпня 1958, Пуцьк, Поморське воєводство) — польський легкоатлет, спеціаліст зі стрибків у довжину. Виступав за збірну Польщі з легкої атлетики у 1977—1989 роках, бронзовий призер чемпіонату Європи у приміщенні, володар бронзової медалі літньої Універсіади, багаторазовий переможець польських національних першостей, учасник літніх Олімпійських ігор у Москві.

## Біографія
Станіслав Яскулка народився 25 серпня 1958 року у місті Пуцьку Поморського воєводства, Польща.
Займався легкою атлетикою у Варшаві, проходив підготовку у столичному однойменному клубі AZS Warszawa.
Уперше заявив про себе у стрибках у довжину в сезоні 1977 року, коли завоював золоту медаль на юніорській європейській першості у Донецьку. Потрапивши до основного складу польської національної збірної, виступив також на дорослому чемпіонаті Європи у приміщенні у Сан-Себастьяні, де у тій же дисципліні показав четвертий результат.
На чемпіонаті Європи 1978 року у Празі посів десяте місце.
У 1980 став бронзовим призером на європейській першості в приміщенні в Зіндельфінгені (спочатку посів тут четверте місце, але після дискваліфікації бельгійського стрибуна Рональда Дерюеля змістився на третю позицію). Завдяки низці вдалих виступів удостоївся права захищати честь країни на літніх Олімпійських іграх у Москві — у програмі стрибків у довжину встановив свій особистий рекорд, показавши результат 8,13 метра, і з цим результатом розташувався у підсумковому протоколі змагань на п'ятому рядку.
Після московської Олімпіади Яскулка залишився у складі легкоатлетичної команди Польщі та продовжив брати участь у найбільших міжнародних стартах. Так, у 1982 році він виступив на чемпіонаті Європи в Афінах, але не зміг подолати тут попередній кваліфікаційний етап.
Розглядався як кандидат на участь в Олімпійських іграх 1984 року в Лос-Анджелесі, проте Польща разом із кількома іншими країнами східного блоку бойкотувала ці змагання з політичних причин. Натомість Яскулка виступив на альтернативному турнірі «Дружба-84» у Москві.
У 1985 році виграв бронзову медаль на літній Універсіаді в Кобе.
На європейській першості 1986 року у Штутгарті став п'ятим.
У 1987 році брав участь у чемпіонаті світу в Римі, але не показав тут жодного результату.
Протягом своєї спортивної кар'єри Станіслав Яскулка загалом п'ять разів ставав чемпіоном Польщі на відкритому стадіоні (1980—1982, 1984, 1986) і п'ять разів вигравав польську національну першість у приміщенні (1977, 1979, 1981, 1985, 1989).